# Альманах мистецького об'єднання Жовтень
Альманах мистецького об'єднання «Жовтень» — альманах, випущений  у Києві у 1930 році мистецьким об'єднанням «Жовтень» за редакцією мистецтвознавця Євгена Холостенка. Надрукований видавництвом Укртеакіновидав.
В альманасі були опубліковані статті І. Маца, А. Михайлова та інших авторів, в яких проголошувалася необхідність наближення мистецтва до широких народних мас, участі художників в оформленні клубів, будинків культури, революційних свят тощо. Для низки статей характерні були вульгарарний соціологізм, недооцінка художньої спадщини, певна модифікація ідей Пролеткульту. 
Видання містило репродукції творів Василя Касіяна, Євгена Холостенка, Василя Овчинникова, Зіновія Толкачова, Миколи Рокицького, статтю про творчість мексиканського художника Дієго Рівери. Обкладинка Василя Касіяна та Миколи Рокицького.